# ViewSonic
A ViewSonic Corporation egy amerikai számítástechnikai cég, melyet 1987-ben alapítottak. Székhelye a kaliforniai Walnutban van. A cég Keypoint Technology Corporationként kezdte működését, majd 1990-ben a ViewSonic nevet vette fel.

## Története
A cég kezdetben, 1987-ben, Keypoint Technology Corporation néven működött. 1990-ben indította el a ViewSonic termékvonalat, amelybe színes számítógép-monitorok tartoznak, és röviddel ezután a cég átnevezte magát ViewSonic-ra.

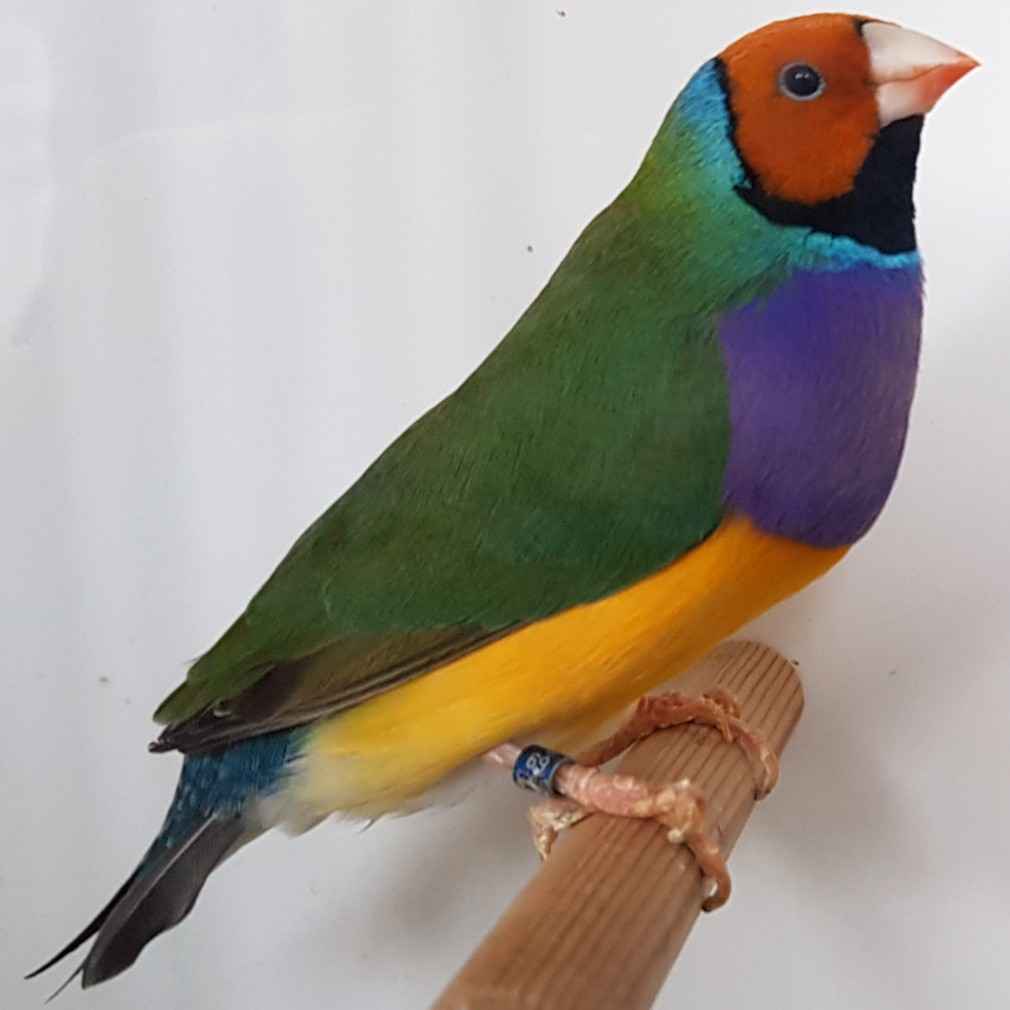
Egy felnőtt Gould-amandina

A ViewSonic logón szereplő Gould-amandina Ausztráliában őshonos.
Az 1990-es évek közepén a ViewSonic a CRT számítógép-monitorok gyártói között a legjobbak közé emelkedett, olyan cégek mellett, mint a Sony, NEC, MAG Innovision, és Panasonic. A ViewSonic hamarosan lekörözte ezeket, és a legnagyobb gyártóvá vált Amerikában és Japánban a millennium fordulóján.
2000-ben felvásárolta a Nokia Display Products márka üzletrészét.
2005-ben a ViewSonic és Tatung megnyert egy brit szabadalmi pert, melyet az LG Philips nyújtott be ellenük egy vitába, amely arról szólt, hogy melyik cég készítette el a technológiát az LCD-k hátsó rögzítéséhez mobil PC-khez. (GB2346464B számú angol szabadalom, “hordozható számítógép" néven).

## Termékei
A cég CRT-monitorokat, folyadékkristályos kijelzőket, projektorokat, plazma képernyőket, HDTV technológiával készült televíziókat, táblagépeket, személyi számítógépeket és mobiltelefonokat gyárt, ill. forgalmaz. Éves forgalma mintegy egymilliárd dollár. Ismertebb gyártmánya: Airpanel V150.

## Főbb konkurensei
- Asus
- Acer
- AOC
- NEC Display Solutions
- Samsung Electronics
- LG Electronics
- BenQ

## Érdekesség
A ViewSonic logón szereplő Gould-amandina egy Ausztráliában őshonos madár.

## Fordítás
Ez a szócikk részben vagy egészben  a   ViewSonic című angol Wikipédia-szócikk fordításán alapul.  Az eredeti cikk szerkesztőit annak laptörténete sorolja fel. Ez a jelzés csupán a megfogalmazás eredetét és a szerzői jogokat jelzi, nem szolgál a cikkben szereplő információk forrásmegjelöléseként.